# Legend of DUO
Legend of Duo (レジェンド・オブ・デュオ?, Rejendo Obu Deyuo) è una serie anime di genere soprannaturale, diretta da Koichi Kikuchi. Composta da dodici episodi di 5 minuti l'uno, la serie è stata trasmessa dal 21 aprile 2005 al 27 giugno 2005.

## Trama
In un futuro apocalittico gli uomini hanno perso il loro prana e il Morbo della Morte li ha decimati. Chi viene colpito dalla malattie finisce come prosciugato di ogni energia vitale, riducendosi ad un corpo morto essiccato. Il capoclan vampiro Duo decide però di svelare agli uomini il segreto dell'immortalità per salvarli dal loro destino di estinzione. Gli umani iniziano allora a cacciare i vampiri, invertendo le parti millenarie di cacciatori e prede: il sangue delle creature dell'oscurità è infatti l'unico antidoto capace di arrestare l'epidemia e, inoltre, ha l'effetto di rendere vampiri a loro volta immortali chi ne beve.
I vampiri iniziano così una furiosa caccia al traditore, Duo, e sulle sue tracce inviano Zieg. Quest'ultimo, da sempre simpatizzante per gli umani ed un tempo uomo lui stesso vampirizzato da Duo, non può che ubbidire e, con freddezza, cercare di dare la morte al non-morto traditore.
Sulle tracce di Zieg si muovono anche due umani eccezionali: Lizzie, un cacciatore di creature infernali, e Stefan, ragazzo un tempo rivale di Zieg ed ora suo fedele seguace.
Quando Zieg raggiunge Duo, i due si scontrano, rivangando i giorni trascorsi assieme: Duo ha infatti sempre saputo dell'amore che Zieg nutre per il genere umano, cui però non riesce a perdonare l'avidità e la bestialità raggiunte, mentre il giovane vampiro ha preferito nonostante tutto concedergli il segreto dell'immortalità e del prana vampiro.
I due duellanti si trafiggono infine vicendevolmente. Zieg colpisce Duo al cuore, mentre questi deliberatamente preferisce deviare il proprio colpo al braccio del nemico. Di fronte a Duo morente, Zieg capisce finalmente l'amore che il capoclan vampiro nutre per lui; presolo in braccio, sparisce assieme a lui dopo avergli giurato di seguirlo per sempre.

## Personaggi
Zieg
Doppiato da Tomokazu Sugita
Duo
Doppiato da Nobuhisa Nakamoto
Lizzie
Doppiato da Haruhisa Okumura
Stefan
Doppiato da Yuu Amano

## Anime
L'anime non ha ricevuto alcun seguito sebbene proprio l'ultimo episodio della serie si chiuda con un finale aperto e dei titoli di coda che preannunciano un seguito.

### Episodi
| Nº | Titolo italiano (traduzione letterale) Giapponese 「Kanji」 - Rōmaji | In onda        | In onda |
| Nº | Titolo italiano (traduzione letterale) Giapponese 「Kanji」 - Rōmaji | Giapponese     |         |
| 1  | Sete di sangue 「渇血」 - Kacchi                                     | 21 aprile 2005 |         |
| 2  | Il grande peccato 「大罪」 - Daizai                                  |                |         |
| 3  | Karma 「宿業」 - Shukugō                                             |                |         |
| 4  | Mira 「銃口」 - Jūkō                                                 |                |         |
| 5  | Raccoglimento 「回顧」 - Kaiko                                       |                |         |
| 6  | Destino 「運命」 - Unmei                                             |                |         |
| 7  | Amore falso 「偽愛」 - Niseai                                        |                |         |
| 8  | Luna di miele 「蜜月」 - Mitsugetsu                                  |                |         |
| 9  | Fatale 「致命」 - Chimei                                             |                |         |
| 10 | Banchetto di sangue 「血宴」 - Chien                                 |                |         |
| 11 | Tenace 「執念」 - Shūnen                                             |                |         |
| 12 | Caro 「親愛」 - Shinai                                               | 27 giugno 2005 |         |